# اللجنة المغربية الأمريكية للتبادل التربوي والثقافي
اللجنة المغربية الأمريكية للتبادل التربوي والثقافي (بالإنجليزية: Moroccan-American Commission for Educational and Cultural Exchange، وتعرف اختصارًا: MACECE) هي لجنة غير ربحية تسهل التبادل الأكاديمي بين المغرب والولايات المتحدة. مقرها في الرباط عاصمة المغرب، تدير اللجنة العديد من الدراسات الجامعية والدراسات العليا وبرامج التطوير المهني بما في ذلك برنامج فولبرايت. تم إنشاء المفوضية في عام 1982 نتيجة لاتفاقية ثنائية القومية تمولها الحكومتان.. يتم إدارة التبادل التعليمي والثقافي في شكل منح لكل من المغاربة والأمريكيين.

## البرامج والمنح
- منحة فولبرايت الدراسية (درجة الماجستير).
- دكتوراه الإشراف المشترك (طلاب الدكتوراه الزائرون).
- بحوث ما بعد الدكتوراه.
- برنامج هوبيرت هومفري (المهنيين).
- ثلاث برامج للمعلمين (عام وخاص).